# План (картографія)

План одного з районів Кабула, Афганістан.

План (фр. plan від лат. planum — «площина», «плоске») — докладне картографічне зображення у великому масштабі (1:10000 і більше) невеликої ділянки місцевості, в межах якої кривина поверхні не враховується.
У геології, географії — план поверхні, топографічний план, тощо.